# Jardí Tuisi
El Jardí Tuisi (en xinès, 退思园; pinyin, Tuìsī Yuán), també traduït com Jardí de la Retirada i la Reflexió) és un destacat jardí xinès a Tongli, Wujiang, Jiangsu, Xina que, juntament amb altres jardins clàssics de Suzhou, va ser proclamat Patrimoni de la Humanitat per la UNESCO l'any 2001.

## Història
El jardí va ser construït el 1885 per Ren Lansheng (任兰生), un oficial imperial que treballava a la província d'Anhui i que va ser acusat de corrupció. El nom del jardí (Tuisi) procedeix d'un vers de Zho Zhuan a les Cròniques de Zhuo Qiuming, «Lin Fu és realment un cavaller quan envia propostes, mostra lleialtat al seu país, quan es retira i reflexiona i esmena els seus errors». També es diu que el nom procedeix d'una vella dita xinesa, segons la qual «lleial a la cort del rei amb un cor honest, necessita reflexionar sobre ell mateix quan es retira». El jardí va ser dissenyat per Yuan Long (袁龙), un pintor de l'escola Wumen, que el va construir el 1885-1887.

## Disseny
El jardí té una extensió de 6.600 m². Està dividit entre una zona residencial a l'est i el pati principal amb jardí a l'oest, amb dos patis menors units a ell.
Té en total 24 edificis, 28 tauletes i 12 esteles. El grup d'edificis està unit amb el jardí pròpiament dit ubicat a l'est per una casa de convidats en forma de vaixell. El disseny del jardí és innovador en el fet que utilitza un eix est-oest, en lloc del tradicional eix nord-sud. L'esquema dels edificis col·locats al voltant de l'estany al pati principal utilitza l'estil "prop de l'aigua", en què els edificis es col·loquen darrere de la vora de les aigües i manté elevat el nivell d'aquestes. Aquesta part del jardí rep el nom de "Jardí flotant sobre l'aigua". L'estany és l'element central i els elegants edificis l'envolten, entre ells el cridaner "Pont celestial" que és en realitat una galeria doble, una mica estrany en les regions al sud del Yangtsé; i a la cantonada nord-oest, es troba un pavelló que permet veure des de dalt la totalitat del jardí.